# Amaia
Amaia  è un nome proprio di persona basco femminile.

## Varianti
- Femminili: Amaya[1]

### Varianti in altre lingue
- Catalano: Amaya[2]
  - Maschili: Amai[2]
- Inglese: Amaya, Amayah[1]
- Spagnolo: Amaya[1][2]
  - Maschili: Amai[2]
- Valenciano: Amaya[2]
  - Maschili: Amai[2]

## Origine e diffusione
Il nome appare per la prima volta in un romanzo di Francisco Navarro Villoslada del 1879, intitolato Amaya o los vascos en el siglo VIII ("Amaya o i baschi nell'VIII secolo"; "Amaya" nell'originale spagnolo, "Amaia" nella traduzione basca); è probabile che l'autore l'abbia semplicemente inventato, forse basandosi sul termine basco amaia ("la fine", da amai, "fine"). La forma Amaya si è ulteriormente diffusa in Spagna grazie all'opera di Jesús Guridi Amaya, e dal 1999 conta una certa frequenza anche negli Stati Uniti grazie al reality show The Real World, al quale in quell'anno ha partecipato una concorrente chiamata così.
In tempi recenti al nome vengono anche attribuite origini giapponesi (da 雨, ame, "pioggia", combinato con 夜, ya, "notte"), ma è in realtà sostanzialmente sconosciuto in Giappone; inoltre, Αμαια (Amaia, in latino Amaea) è anche un epiteto della dea Demetra, di origine greca, di significato oscuro (forse correlabile a Μαια, Maia).

## Onomastico
Il nome è adespota, non essendovi sante che lo abbiano portato; l'onomastico si può festeggiare eventualmente il 1º novembre, per la festa di Ognissanti.

## Persone

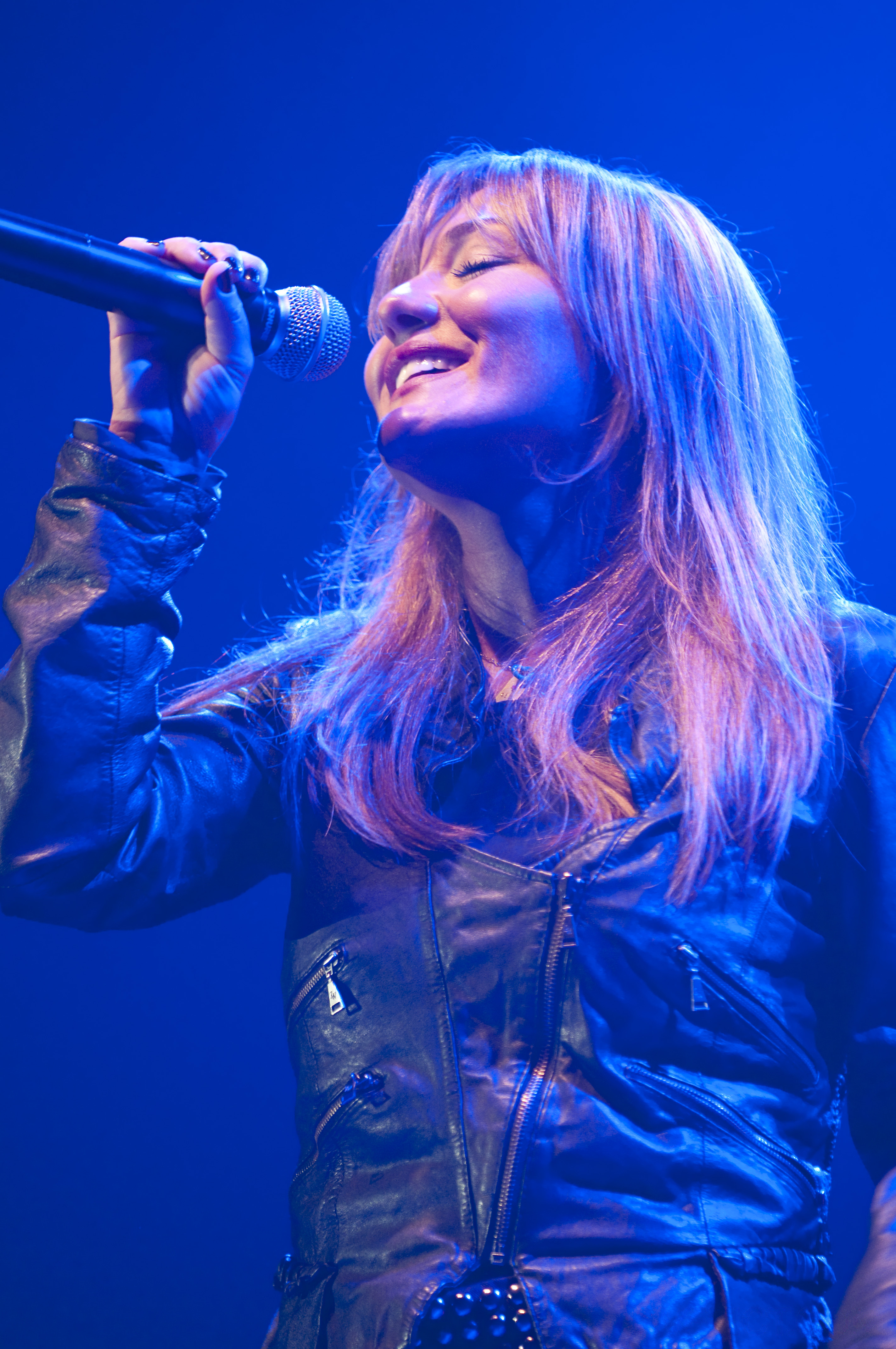
Amaia Montero

- Amaia Aberasturi, attrice, ballerina e modella spagnola
- Amaia Lizarralde, attrice e produttrice cinematografica spagnola
- Amaia Montero, cantautrice spagnola
- Amaia Olabarrieta, calciatrice spagnola
- Amaia Romero, cantante spagnola
- Amaia Salamanca, attrice e modella spagnola

### Variante Amaya
- Amaya Valdemoro, cestista spagnola